# Josef Theumer
Josef Theumer (18. října 1823 – 23. dubna 1898 Terezín) byl rakouský a český státní úředník a politik německé národnosti, v 70. letech 19. století poslanec Českého zemského sněmu a Říšské rady.

## Biografie
Profesí byl státním úředníkem a politikem. Pocházel z Krušnohoří. Jeho otcem byl chudý venkovský učitel. Po dokončení studií nastoupil do státních služeb jako úředník. Pracoval v Ústí nad Labem, Litoměřicích, Mimoni, Dubé, Vrchlabí a Trutnově. Během prusko-rakouské války roku 1866 si získal uznání za své působení. Byl mu za to udělen Řád Františka Josefa.
V 70. letech 19. století se zapojil i do zemské politiky. V zemských volbách v roce 1870 byl zvolen na Český zemský sněm za kurii venkovských obcí (obvod Trutnov – Hostinné – Maršov – Žacléř). Mandát obhájil za tentýž obvod i zemských volbách v roce 1872. Zasedal v četných sněmovních komisích. Zasedal také v Říšské radě (celostátní zákonodárný sbor), kam ho vyslal zemský sněm roku 1872 (tehdy ještě Říšská rada nevolena přímo, ale tvořena delegáty jednotlivých zemských sněmů). Složil slib 7. května 1872. Uspěl i v přímých volbách do Říšské rady roku 1873, nyní za městskou kurii, obvod Karlovy Vary, Jáchymov atd.
Identifikoval se s německým národním hnutím. Za své názory byl dočasně zbaven úřední funkce v době vlády Karla von Hohenwarta. Poté, co se k moci dostala vláda Adolfa von Auersperga, byl ovšem opětovně dosazen na post okresního hejtmana. Získal čestné občanství několika měst a byl členem mnoha německých spolků.